# 福岡県立築上中部高等学校
福岡県立築上中部高等学校（ふくおかけんりつちくじょうちゅうぶこうとうがっこう, Fukuoka Prefectural Chikujo Chubu High School）は、かつて福岡県豊前市大字今市83番1号に存在していた公立高等学校。
福岡県立築上北高等学校、福岡県立築上東高等学校と統合の上、福岡県立青豊高等学校（2002年）が設置された。

## 沿革
- 1917年（大正6年） - 築上高等女学校開校[1]
- 1918年（大正7年） - 福岡県立築上中学校開校
- 1949年（昭和24年）- 学制改革により築上高等女学校と福岡県立築上中学校を統合し、福岡県立築上中部高等学校を設立
- 1981年（昭和56年） - 第53回選抜高等学校野球大会出場
- 2002年（平成14年）11月1日 - 福岡県立青豊高校設立
- 2005年（平成17年）3月31日 - 閉校

## 進学
1980年代までは東京大学や京都大学などの旧帝大への合格者を輩出していた。特に同県内に所在する九州大学は合格者が2桁に上る年もあったものの、1980年代以降は進学率が徐々に下がっていった。

## 同窓会
築上中学校の同窓会「旭陵会」と築上高等女学校の同窓会「桜陽会」を統合し、「旭桜会（きょくおうかい）」となった。

## 校歌
作詞：島田芳文
作曲：名倉哳

## 跡地
閉校後は校舎を取り壊し、グラウンドなどに使われていたが、市内にある八屋中学校・角田中学校・千束中学校の3校を統合して開設される豊前中央中学校を築上中部高校跡地に建設される予定であり、新たな教育の場へと生まれ変わる。

## アクセス
最寄りの鉄道駅
- JR九州 日豊本線 「宇島駅」から徒歩約20分